# Overclocking

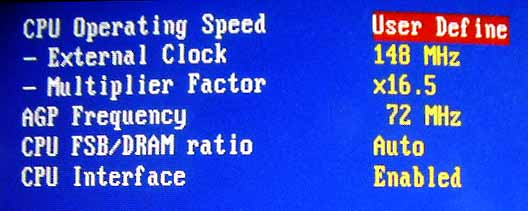
AMD Athlon XP pantalla de configuración de la BIOS en una placa base ABIT NF7-S. El overclock del procesador permite aumentar la frecuencia de 133 MHz a 148 MHz y cambiar el multiplicador de x13,5 a x16,5.

El overclocking (en ocasiones españolizado como overcloqueo) es la práctica de aumentar la frecuencia de reloj de un componente electrónico (normalmente una CPU o GPU) por encima de las especificaciones del fabricante. El objetivo es obtener un mayor rendimiento sin necesidad de cambiar los componentes, o superar las cuotas actuales de rendimiento, aunque esto pueda suponer una pérdida de estabilidad o acortar la vida útil del componente. El término overclock es un anglicismo de uso habitual en informática que literalmente significa «sobre el reloj», es decir, aumentar la frecuencia de reloj de la unidad central de procesamiento, lo que derivaría en «subir frecuencias».
Esta práctica está muy extendida entre los usuarios más exigentes, llevando al máximo el rendimiento de sus equipos. Algunos usuarios suelen comprar componentes informáticos económicos, forzándolos posteriormente y alcanzando así el rendimiento esperado en componentes de gama más alta. Por otro lado, los consumidores más fanáticos pueden llegar a adquirir los componentes más recientes del mercado para forzar su funcionamiento y conseguir así pruebas de rendimiento inalcanzables para cualquier equipo a la venta. Por este motivo, la mayoría de los fabricantes deciden no incluir en la garantía de su hardware los potenciales daños producidos por estas acciones.
Hoy en día los fabricantes de hardware venden algunos de sus productos desbloqueados para permitir a los usuarios realizar overcloqueos en ellos.

## Desventajas
Al incrementar la frecuencia del reloj también se incrementa el consumo de corriente y el calor desprendido, lo que podría afectar a otros componentes; por este motivo podría ser necesario reemplazar el sistema de refrigeración por uno más avanzado, lo que implicaría un coste adicional.
Además se pueden producir fallos de inestabilidad y reducción de la vida útil del producto.

## Resumen
El propósito del overcloqueo es obtener un mayor rendimiento de un determinado componente aumentando su velocidad de funcionamiento. Generalmente, en los sistemas modernos, el overcloqueo está dirigido a aumentar el funcionamiento de un chip principal o subsistema, como el procesador principal o el controlador de gráficos, pero también en otros componentes como la memoria RAM o la placa base. Estas configuraciones aumentan el consumo de corriente y el ruido de los ventiladores, porque necesita mayor refrigeración. La mayoría de los componentes están diseñados con un margen de seguridad para hacer frente a condiciones fuera del control del fabricante; como la temperatura y las fluctuaciones en el voltaje del mismo. Las técnicas de overclock comerciales en general simulan este margen de seguridad colocando el dispositivo en el extremo superior, lo cual requiere que la temperatura y el voltaje se supervisen con más exhaustividad y se controlen por el usuario, ya que el «colchón de seguridad» que da el fabricante se reduce. En cuanto a la temperatura, necesitará una mayor refrigeración, siendo menos tolerante a altas temperaturas a mayor velocidad; también se puede aumentar la tensión base para hacer frente a caídas de tensión inesperadas.
Actualmente los dispositivos más modernos son bastante tolerantes al overclock, pero todos los dispositivos tienen límites finitos. Si se superan los límites del dispositivo este puede empezar a dar resultados incorrectos, que pueden causar fallos de comportamiento y mal funcionamiento esporádico en los sistemas que dependen de él. En algunos casos el PC puede bloquear el sistema al sufrir estos fallos, pero en otras ocasiones los más errores sutiles pueden pasar desapercibidos y, a la larga, pueden dar sorpresas desagradables como la corrupción de datos o producirse fallos del sistema durante ciertas tareas específicas.
La velocidad obtenida por el overclock depende en gran parte de las aplicaciones y cargas de trabajo ejecutadas en el sistema y los componentes sometidos al overcloqueo.

### Underclock
Por otro lado, existe también el undercloqueo, donde el objetivo principal es reducir el consumo de energía y la generación de calor resultante de un dispositivo, con las desventajas de tener inferiores velocidades de reloj y reducciones en el rendimiento. Reducir los requisitos de enfriamiento necesarios para mantener una pieza a una temperatura operativa determinada tiene beneficios como reducir el número y la velocidad de los ventiladores, permitiendo un funcionamiento más silencioso y en los dispositivos móviles aumenta la duración de la batería.

### Cultura entusiasta
El overcloqueo se ha hecho más accesible con los fabricantes de placas base overcloqueables como una función de marketing en sus líneas de productos principales. Sin embargo, la práctica es aceptada más por los entusiastas que por los usuarios profesionales, ya que conlleva un riesgo de fiabilidad, precisión y daño a datos y equipo. Además es importante tener en cuenta que la mayoría de garantías de fabricante no cubren componentes que hayan sufrido un overclock.
El overclock ofrece varias ventajas para los entusiastas de la informática, ya que permite realizar pruebas de componentes a velocidades que no puede ofrecer el fabricante, o a velocidades que oficialmente solo se ofrecerían en versiones muy especializadas del producto (que generalmente tienen un precio fuera de lo que podría comprar un usuario individual). Una tendencia general en la industria de la computación es que nuevas tecnologías tiendan a debutar en primer lugar en el mercado «High-End», entrando más tarde en el mercado comercial principal. Si los productos de gama más alta solo se diferencian por la velocidad de reloj, un entusiasta puede lograr simular el funcionamiento de un producto de mayor calidad simplemente overcloqueando el de una calidad normal.
Algunos usuarios disfrutan del configurando y overcloqueando sus sistemas en competiciones. Algunos compran un modelo más económico de un componente en una línea de productos determinada y tratan de forzarlo para equilibrar su funcionamiento al de un modelo más caro. Otro enfoque del overclock es el de intentar mantener el ritmo del aumento de requisitos del sistema y alargar así la vida útil o al menos retrasar la compra de nuevo hardware que un usuario necesitaría únicamente por motivos de rendimiento. Otra justificación para del overclock es realizarlo en los equipos más antiguos, que si en algún momento llegan a fallar o dejar de funcionar no conlleven una gran perdida debido a su poco valor o a que fuera necesario sustituirlos en cualquier caso.

### Componentes
Técnicamente cualquier componente que utilice un temporizador o reloj para sincronizar sus operaciones internas puede overcloquearse. Sin embargo, lo común es realizar esta práctica con ciertas partes de un PC como procesadores (CPU), tarjetas gráficas, placa base o RAM. Los procesadores más modernos derivan sus velocidades de operación efectivas multiplicando un reloj base (tradicionalmente la velocidad del procesador) a un multiplicador interno dentro del procesador (el multiplicador de la CPU) para alcanzar su velocidad final.
Al overcloquear los procesadores se suele manipular el multiplicador de la CPU si esta opción está disponible, pero el procesador y otros componentes también se pueden overcloquear aumentando la velocidad base del reloj.
Una consideración práctica para que un componente sea sometido a un overclock es si los ajustes necesarios para cambiar velocidades de reloj son accesibles para el usuario. Por ejemplo, la mayoría de sistemas originales no exponen los ajustes necesarios para el cambio de velocidad de reloj del procesador, por motivos de garantía, mientras que el mismo procesador instalado en una placa diferente si permite cambiar los ajustes.
Cualquier componente, en algún punto, dejará de funcionar de forma estable más allá de una cierta velocidad de reloj. Los componentes solo están garantizados para funcionar correctamente hasta su valor nominal; más allá de diversas muestras pueden tener diferente potencial de overclock.

## Consideraciones

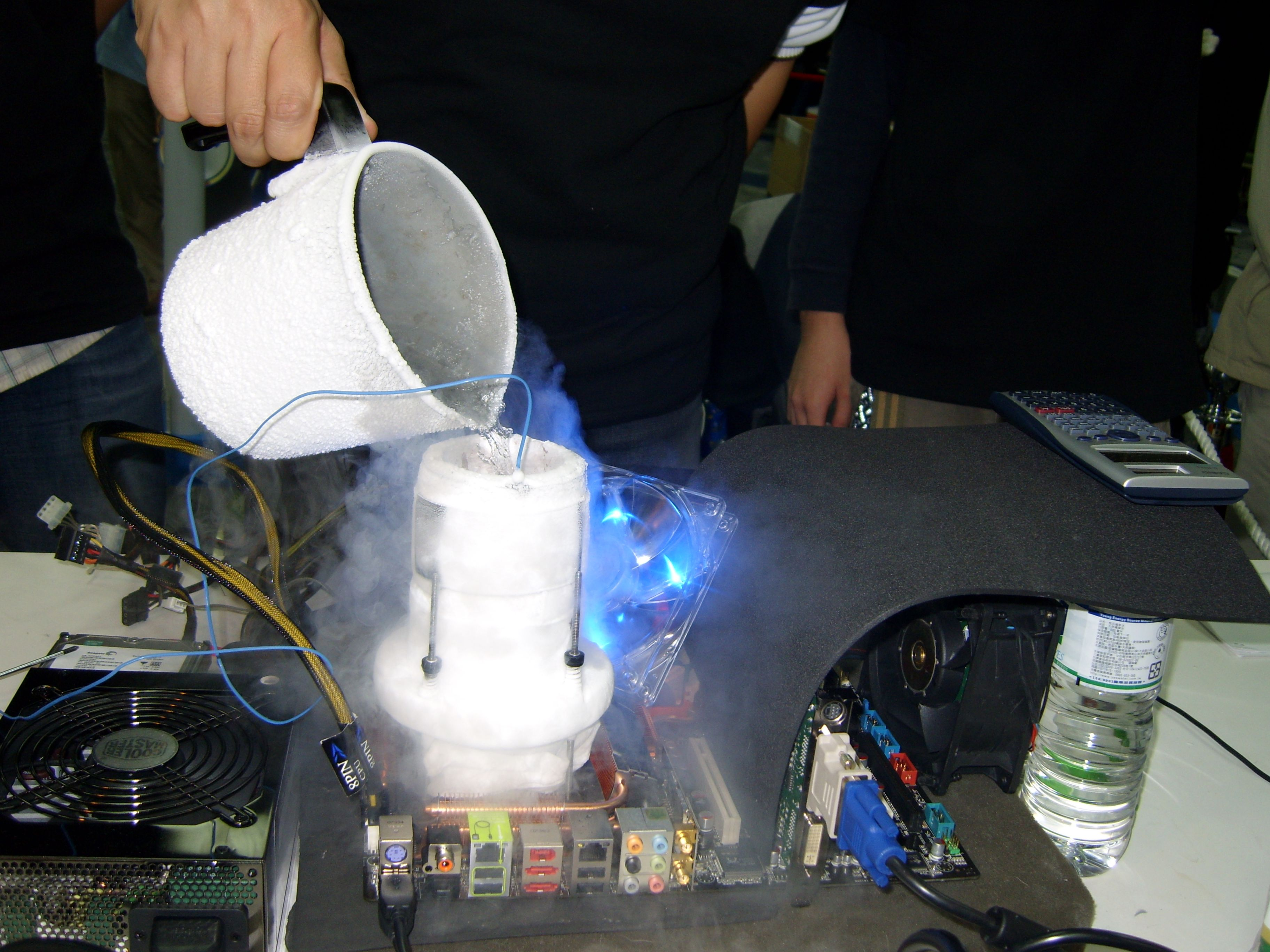
Uso de nitrógeno líquido en el Intel Taiwan Overclocking Live Test Tournament para refrigerar el equipo.

Hay varias cosas a tener en cuenta al overcloquear un sistema. Lo primero es asegurar que el componente está provisto de suficiente potencia a un voltaje suficiente para operar en la nueva velocidad de reloj. Cabe destacar que una configuración incorrecta o excesiva tensión puede dañar permanentemente un componente.
En el ámbito profesional, el overcloqueo solo se emplearía si eso justificase el coste de una mano de obra.

### Refrigeración
Todos los circuitos electrónicos producen calor, generado por el movimiento de la corriente eléctrica. Si las frecuencias de reloj en circuitos digitales y el voltaje aplicado aumentan, el calor generado por los componentes a un mayor nivel de rendimiento también aumenta. La relación entre frecuencias de reloj y potencia de diseño térmico (TDP) son lineales. Sin embargo, hay un límite a la frecuencia máxima que se llama «muro». Para resolver este problema, los usuarios suben el voltaje del chip para aumentar el potencial del overclock. El voltaje aumenta el consumo de energía y en consecuencia la generación de calor significativamente; esto requiere una mayor refrigeración para evitar daños en el hardware por sobrecalentamiento.
Los sistemas de refrigeración más comunes están diseñados para la cantidad de energía producida durante el uso de serie; si se overcloquea el sistema pueden requerir más refrigeración, como ventiladores más potentes y grandes, disipadores de calor o incluso refrigeración por agua. La masa, la forma y el material influyen en la capacidad de un disipador de calor. Generalmente suelen estar hechos de cobre, que tiene una alta conductividad térmica, pero es caro.  El aluminio es el más utilizado; tiene buenas características térmicas, aunque no tan bueno como el cobre, y es significativamente más barato. Otros materiales más baratos, como el acero, no tienen buenas características térmicas. Muchos disipadores de calor combinan dos o más materiales para lograr un equilibrio entre rendimiento y precio. 
La refrigeración por agua lleva calor a un radiador, donde se refrigera mediante el efecto Peltier. Los dispositivos de enfriamiento termoeléctrico crean diferencias de temperatura entre dos placas, con una corriente eléctrica a través de las mismas. 
También se puede utilizar nitrógeno líquido para refrigerar un sistema overcloqueado, cuando se necesita una refrigeración extrema.
La refrigeración por inmersión se emplea en el superordenador Cray-2, ello implica la inmersión de una parte del sistema directamente en un fluido caloportador, que es térmicamente conductivo pero tiene baja conductividad eléctrica. La ventaja de esta técnica es que no hay condensación en sus componentes. Un buen líquido de inmersión es el Fluorinert, fabricado por 3M, que es caro. Otra opción es el aceite mineral, pero las impurezas pueden causar conductividad electricidad.

### Estabilidad y corrección funcional
Los componentes que reciben un overclock funcionan fuera de las recomendaciones del fabricante, por lo que puede funcionar de forma incorrecta, provocando inestabilidades del sistema. Otro riesgo es la corrupción de datos silenciosa por errores no detectados. Estos errores nunca se pueden diagnosticar con exactitud y se atribuyen incorrectamente a errores de software, controladores del dispositivo o del propio sistema. Un overclock puede dañar permanentemente los componentes y provocar que funcionen mal (incluso en condiciones normales) sin llegar a inutilizarlos del todo.
En general, la gente que hacer overcloqueos afirma que un sistema overcloqueado es estable y funciona correctamente. Aunque existen programas para probar la estabilidad del hardware, generalmente es imposible para cualquier persona individual probar completamente la funcionalidad de un procesador.
Sometiendo el sistema a una prueba particular se puede verificar solamente la funcionalidad de la secuencia de instrucción específica en combinación con los datos, pero no se pueden detectar fallos en las operaciones. Por ejemplo, una operación aritmética puede producir el resultado correcto pero etiquetas incorrectas; si dichas etiquetas no se comprueban, el error pasará desapercibido.
Los usuarios dedicados al overclocking, realizan «pruebas de estrés» o «pruebas de tortura» para verificar el correcto funcionamiento de un componente. Estas cargas de trabajo se realizan aplicando una carga muy alta en el componente de interés (por ejemplo, una aplicación gráficamente intensiva para tarjetas de vídeo de la prueba o diferentes aplicaciones matemáticas para la prueba general CPU). Entre las pruebas más populares se incluyen Prime95, Everest, Superpi, OCCT, AIDA64, Linpack (por LinX y IntelBurnTest GUIs), SiSoftware Sandra, BOINC, la herramienta de análisis térmico de Intel y Memtest86.

### Medición de los efectos deloverclock
Se emplean puntos de referencia para evaluar el desempeño, y pueden llegar a ser una especie de «deporte» en el que los usuarios compiten por obtener las puntuaciones más altas. Como hemos comentado anteriormente, la estabilidad y corrección funcional pueden verse comprometidas por un overclock, y los resultados más significativos dependen de la correcta ejecución del mismo. Una prueba de estabilidad de las más utilizadas es Prime95, que tiene comprobación de errores incorporada, la cual falla si el equipo es inestable.
Utilizando solo los puntos de referencia, puede ser difícil juzgar la diferencia del rendimiento general de un equipo overcloqueado. Por ejemplo, algunos marcos de trabajo solo prueban un aspecto del sistema, como la memoria de ancho de banda, sin tener en cuenta que las velocidades de reloj en este aspecto mejorarán el rendimiento del sistema en su conjunto. Aparte de aplicaciones exigentes como codificación de vídeo, la demanda de bases de datos y computación científica es alta, el ancho de banda de memoria normalmente no es un cuello de botella, así que un gran aumento en el ancho de banda de memoria puede ser imperceptible para un usuario dependiendo de las aplicaciones utilizadas. Otros puntos de referencia, como el 3DMark, intentan replicar las condiciones de juego.

## Overcloqueo de fabricantes y vendedores
Los ensambladores de sistemas comerciales o distribuidores de componentes de overclock a veces venden artículos en mayores márgenes de beneficio. El vendedor hace más dinero por componentes de overclock económicos que funcionan correctamente y equipos a precios adecuados para los componentes de mayor calidad. Aunque el equipo funcione correctamente, se puede considerar una práctica fraudulenta si el comprador no es consciente de ello.
El overclock se ofrece a veces como servicio legítimo o función para los consumidores, en el cual un fabricante o vendedor pone a prueba la capacidad de overcloqueo de su procesador, memoria, tarjetas gráficas y demás productos de hardware. Varios fabricantes venden tarjetas gráficas overcloqueadas de fábrica con versiones de gráficos superiores, tienen una garantía y generalmente están a un precio intermedio entre la básica estándar y un producto sin overclock de más alto rendimiento.

## Bloqueo de CPU
El bloqueo de CPU es el proceso de bloquear el multiplicador del reloj de una CPU con el fin de evitar el overclock.
Todas las nuevas CPU Ryzen de AMD están desbloqueadas, pero casi todas las CPU de Intel están bloqueadas y los modelos más recientes son muy resistentes al desbloqueo para evitar el overcloqueo por parte de los usuarios. Las CPU anteriores de AMD Black Series, FX y Opteron estaban desbloqueadas, al igual que las más recientes de modelo Ryzen, mientras que Intel utiliza el apodo de «Extreme Edition» en los procesadores de más alta gama o añade la letra K al final del nombre de una CPU para indicar que está desbloqueada.
Los usuarios deben desbloquear la CPU para permitir el overcloqueo, undercloqueo y la compatibilidad con algunas placas base, pero el desbloqueo anula la garantía del fabricante y los errores pueden paralizar la CPU. Sin embargo, el bloqueo del multiplicador de reloj no necesariamente impide que los usuarios hagan un overclock, ya que la velocidad del bus frontal puede modificarse para proporcionar un aumento del rendimiento. AMD Athlon y Athlon XP son CPU generalmente desbloqueados mediante la conexión de puentes en la parte superior de la CPU. Otros modelos de CPU (determinables por número de serie) requieren procedimientos diferentes.
Una de las maneras más fáciles de desbloquear las CPU más viejas de AMD Athlon XP se denominaba «pin mod», porque era posible desbloquear la CPU sin modificar puentes de forma permanente. Un usuario podría simplemente poner un cable (o más para un nuevo multiplicador/Vcore) en el zócalo de la CPU de desbloqueo.